# 30: Very Best of Deep Purple
30: The Very Best of Deep Purple – składanka brytyjskiego zespołu rockowego Deep Purple wydana w roku 1998, upamiętniająca pełne sukcesów 30-lecie działalności zespołu. Wydano dwie wersje albumu: pojedyncze oraz podwójne wydanie CD z tekstami utworów. Jednopłytowe wydanie koncentruje się na największych przebojach Deep Purple, które powstawały przez lata i zawiera edytowane (skrócone) wersje singlowe utworów, na przykład "Child in Time", który na oryginalnym albumie Deep Purple in Rock trwa ponad 10 minut – tutaj skrócony został do 4:15. Podwójne wydanie CD mające podtytuł "Special Collectors Edition" jest pełniejsze i zawiera kompletne wersje wszystkich utworów.
W roku 2008 wydano zremasterowaną wersję albumu, który doszedł do pozycji #56 w Wielkiej Brytanii.

## Lista utworów (1 CD)
Wszystkie, z wyjątkiem opisanych skomponowali Ian Gillan, Ritchie Blackmore, Roger Glover, Jon Lord i Ian Paice.
| 1.  | "Hush" (Joe South)                                                    | 4:28    |
|     | - Z płyty Shades of Deep Purple                                       |         |
| 2.  | "Black Night"                                                         | 3:29    |
|     |                                                                       |         |
| 3.  | "Speed King"                                                          | 4:27    |
|     |                                                                       |         |
| 4.  | "Child in Time"                                                       | 4:15    |
|     | - Utwory 2-4 z płyty Deep Purple in Rock                              |         |
| 5.  | "Strange Kind of Woman"                                               | 3:53    |
|     |                                                                       |         |
| 6.  | "Fireball"                                                            | 3:26    |
|     |                                                                       |         |
| 7.  | "Demon's Eye"                                                         | 5:19    |
|     | - Utwory 5-7 z płyty Fireball                                         |         |
| 8.  | "Smoke on the Water"                                                  | 5:43    |
|     |                                                                       |         |
| 9.  | "Highway Star"                                                        | 6:32    |
|     |                                                                       |         |
| 10. | "When a Blind Man Cries"                                              | 3:31    |
|     |                                                                       |         |
| 11. | "Never Before"                                                        | 3:30    |
|     | - Utwory 8-11 z płyty Machine Head                                    |         |
| 12. | "Woman from Tokyo"                                                    | 2:47    |
|     | - Z płyty Who Do We Think We Are                                      |         |
| 13. | "Burn" (David Coverdale, Blackmore, Lord, Paice)                      | 4:33    |
|     | - Z płyty Burn                                                        |         |
| 14. | "Stormbringer" (Coverdale, Blackmore)                                 | 4:07    |
|     | - Z płyty Stormbringer                                                |         |
| 15. | "You Keep on Moving" (Coverdale, Glenn Hughes)                        | 4:30    |
|     | - Z płyty Come Taste the Band                                         |         |
| 16. | "Perfect Strangers" (Gillan, Blackmore, Glover)                       | 4:16    |
|     | - Z płyty Perfect Strangers                                           |         |
| 17. | "Vavoom: Ted the Mechanic" (Gillan, Steve Morse, Glover, Lord, Paice) | 4:19    |
|     | - Z płyty Purpendicular                                               |         |
| 18. | "Any Fule Kno That" (Gillan, Morse, Glover, Lord, Paice)              | 4:27    |
|     | - Z płyty Abandon                                                     |         |
|     |                                                                       | 1:17:32 |
|     |                                                                       |         |

### Wykonawcy
- gitara – Ritchie Blackmore (1-14 i 16), Tommy Bolin (15), Steve Morse (17-18)
- śpiew – Ian Gillan (2-12 i 16-18), Rod Evans (1), David Coverdale (13-15)
- gitara basowa – Roger Glover (2-12, 16-18), Nick Simper (1), Glenn Hughes (13-15)
- instrumenty klawiszowe – Jon Lord (wszystkie)
- perkusja – Ian Paice (wszystkie)

## Lista utworów (2 CD)
Wszystkie, z wyjątkiem opisanych skomponowali Ian Gillan, Ritchie Blackmore, Roger Glover, Jon Lord i Ian Paice.

### CD 1
| 1.  | "Hush" (Joe South)                                      | 4:28    |
|     |                                                         |         |
| 2.  | "Mandrake Root" (Rod Evans, Blackmore, Lord)            | 6:11    |
|     | - Z płyty Shades of Deep Purple                         |         |
| 3.  | "Kentucky Woman" (Neil Diamond)                         | 4:43    |
|     |                                                         |         |
| 4.  | "Wring That Neck" (Blackmore, Nick Simper, Lord, Paice) | 5:14    |
|     | - Z płyty The Book of Taliesyn                          |         |
| 5.  | "The Bird Has Flown" (Evans, Blackmore, Lord)           | 2:54    |
|     | - Stroa B singla                                        |         |
| 6.  | "Emmaretta" (Evans, Blackmore, Lord)                    | 3:00    |
|     | - Singiel                                               |         |
| 7.  | "Hallelujah" (Roger Greenaway, Roger Cook)              | 3:43    |
|     | - Singiel                                               |         |
| 8.  | "Black Night"                                           | 3:29    |
|     | - Singiel                                               |         |
| 9.  | "Speed King"                                            | 5:53    |
|     |                                                         |         |
| 10. | "Bloodsucker"                                           | 4:13    |
|     |                                                         |         |
| 11. | "Child in Time"                                         | 10:17   |
|     | - Z płyty Deep Purple in Rock                           |         |
| 12. | "Strange Kind of Woman"                                 | 3:53    |
|     | - Z singla (WB) oraz z płyty Fireball (USA)             |         |
| 13. | "Fireball"                                              | 3:26    |
|     |                                                         |         |
| 14. | "Demon's Eye"                                           | 5:19    |
|     | - Z płyty Fireball                                      |         |
| 15. | "When a Blind Man Cries"                                | 3:31    |
|     | - Strona B singla                                       |         |
|     |                                                         | 1:10:14 |
|     |                                                         |         |

### CD 2
| 1.  | "Highway Star"                                                  | 6:32    |
|     |                                                                 |         |
| 2.  | "Smoke on the Water"                                            | 5:43    |
|     |                                                                 |         |
| 3.  | "Never Before"                                                  | 4:01    |
|     | - Utwory 1-3 z płyty Machine Head                               |         |
| 4.  | "Woman from Tokyo"                                              | 5:51    |
|     | - Z płyty Who Do We Think We Are                                |         |
| 5.  | "Burn" (David Coverdale, Blackmore, Lord, Paice)                | 6:03    |
|     |                                                                 |         |
| 6.  | "Might Just Take Your Life" (Coverdale, Blackmore, Lord, Paice) | 4:39    |
|     | - Utwory 5-6 z płyty Burn                                       |         |
| 7.  | "Stormbringer" (Coverdale, Blackmore)                           | 4:07    |
|     | - Z płyty Stormbringer                                          |         |
| 8.  | "You Keep on Moving" (Coverdale, Glenn Hughes)                  | 5:19    |
|     | - Z płyty Come Taste the Band                                   |         |
| 9.  | "Perfect Strangers" (Gillan, Blackmore, Glover)                 | 5:21    |
|     |                                                                 |         |
| 10. | "Knocking at Your Back Door" (Gillan, Blackmore, Glover)        | 7:03    |
|     | - Utwory 9-10 z płyty Perfect Strangers                         |         |
| 11. | "King of Dreams" (Joe Lynn Turner, Blackmore, Glover)           | 5:29    |
|     | - Z płyty Slaves & Masters                                      |         |
| 12. | "Ted the Mechanic" (Gillan, Steve Morse, Glover, Lord, Paice)   | 4:19    |
|     | - Z płyty Purpendicular                                         |         |
| 13. | "Any Fule Kno That" (Gillan, Morse, Glover, Lord, Paice)        | 4:27    |
|     | - Z płyty Abandon                                               |         |
|     |                                                                 | 1:08:54 |
|     |                                                                 |         |

### Wykonawcy
- gitara:
  - Ritchie Blackmore (dysk 1 – utwory 1-15, dysk 2 – utwory 1-7 i 9-11)
  - Tommy Bolin (dysk 2 – utwór 8)
  - Steve Morse (dysk 2 – utwory 12-13)
- śpiew:
  - Ian Gillan (dysk 1 – utwory 7-15, dysk 2 – utwory 1-4, 9-10 i 12-13)
  - Rod Evans (dysk 1 – utwory 1-6)
  - David Coverdale (dysk 2 – utwory 5-8)
  - Joe Lynn Turner (dysk 2 – utwór 11)
- gitara basowa:
  - Roger Glover (dysk 1 – utwory 7-15, dysk 2 – utwory 1-4 i 9-13)
  - Nick Simper (dysk 1 – utwór 1)
  - Glenn Hughes (dysk 2 – utwory 5-8)
- instrumenty klawiszowe – Jon Lord (wszystkie)
- perkusja – Ian Paice (wszystkie)